# Aplatissement

Aplatissement d'une ellipse.

Aplatissement d'un ellipsoïde de révolution.

En géométrie, l'aplatissement est la mesure de la compression d'un cercle ou d'une sphère.
L'aplatissement est couramment noté {\displaystyle f}, initiale de l'anglais flattening.
L’aplatissement d’une planète est une mesure de son « ellipticité » ; une sphère a un aplatissement de 0, alors qu’un disque infiniment mince a un aplatissement de 1.
Une planète en rotation a une tendance naturelle à s’aplatir, l’effet centrifuge créant un « bourrelet équatorial ».
L’aplatissement d'une planète est défini par:
{\displaystyle f={\frac {a-b}{a}}}
avec {\displaystyle a} le rayon équatorial et {\displaystyle b} et le rayon polaire de la planète.
En conséquence, l'aplatissement est aussi défini par :
{\displaystyle f={\mbox{ver}}(o\!\varepsilon )=2\sin ^{2}\left({\frac {o\!\varepsilon }{2}}\right)=1-\cos(o\!\varepsilon )\approx {\frac {15\pi }{4GT^{2}\rho }}\ ;}
où {\displaystyle o\!\varepsilon \,\!} est l’excentricité angulaire, c'est-à-dire arccos(b/a). L’approximation, valide dans le cas d’une planète fluide de densité uniforme, est fonction de la constante de gravitation universelle, {\displaystyle G}, de la période de rotation {\displaystyle T} et de la densité {\displaystyle \rho }.

Il existe également un deuxième aplatissement, f'  (parfois dénoté en tant que « n ») :
{\displaystyle f'=\tan ^{2}\left({\frac {o\!\varepsilon }{2}}\right)={\frac {1-\cos(o\!\varepsilon )}{1+\cos(o\!\varepsilon )}}={\frac {a-b}{a+b}}}.